# Nguyên lý Bernoulli

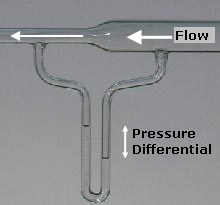
Luồng khí qua ống Venturi. The kinetic energy increases at the expense of the fluid pressure, as shown by the difference in height of the two columns of water.

Trong thủy động lực học, nguyên lý Bernoulli phát biểu rằng đối với một dòng chất lưu không dẫn nhiệt không có tính nhớt, sự tăng vận tốc của chất lưu xảy ra tương ứng đồng thời với sự giảm áp suất hoặc sự giảm thế năng của chất lưu. Nguyên lý này đặt theo tên của Daniel Bernoulli, ông đã công bố nó trong quyển sách của mình Hydrodynamica vào năm 1738.
Nguyên lý Bernoulli áp dụng được cho nhiều loại chất lưu, chúng thể hiện qua kết quả khi viết dưới dạng phương trình Bernoulli. Thực tế, có các dạng phương trình Bernoulli khác nhau cho những loại chất lưu khác nhau. Dạng đơn giản của nguyên lý Bernoulli thỏa mãn cho trường hợp dòng chảy không nén được (ví dụ cho dòng chất lỏng) và cho cả dòng chảy nén được (ví dụ đối với khí) chuyển động nhỏ hơn tốc độ âm thanh (số Mach) (thường là nhỏ hơn 0,3). Các dạng phức tạp hơn ở một số trường hợp có thể áp dụng cho trường hợp dòng chảy nén được chuyển động với vận tốc lớn hơn các số Mach (xem cách suy luận ra phương trình Bernoulli). 
Nguyên lý Bernoulli là hệ quả của định luật bảo toàn năng lượng. Nó phát biểu rằng, trong một dòng chảy ổn định, tổng mọi dạng năng lượng trong chất lưu dọc theo đường dòng là như nhau tại mọi điểm trên đường dòng đó. Điều này đòi hỏi rằng tổng động năng, thế năng và nội năng phải là hằng số. Do đó một sự tăng vận tốc của chất lưu – hàm ý sự tăng ở cả áp suất động lực và động năng – diễn ra đồng thời với sự giảm (theo tổng của) áp suất tĩnh, thế năng và nội năng. Nếu chất lưu chảy ra khỏi một nguồn, tổng mọi dạng năng lượng sẽ là như nhau trên mọi đường dòng bởi vì trong nguồn năng lượng trên một đơn vị thể tích (tổng áp suất và thế năng hấp dẫn ρ g h) là như nhau ở khắp nơi.
Nguyên lý Bernoulli cũng suy được trực tiếp từ định luật thứ hai của Newton. Nếu một thể tích nhỏ của chất lưu chảy theo phương ngang từ vùng có áp suất cao đến vùng có áp suất thấp, thì áp suất mặt sau của nó sẽ lớn hơn áp suất ở mặt trước của nó. Điều này dẫn tới có tổng hợp lực trên đơn vị thể tích, làm gia tốc nó dọc theo đường dòng.
Các hạt chất lỏng chỉ chịu áp suất và trọng lượng của chúng. Nếu một chất lỏng hạt chảy theo phương ngang và dọc theo tiết diện của đường dòng, nơi vận tốc tăng lên chỉ có thể vì chất lỏng qua tiết diện đó di chuyển từ vùng có áp suất cao hơn sang vùng có áp suất thấp hơn; và nếu vận tốc của nó giảm, chỉ có thể bởi nó di chuyển từ vùng có áp suất thấp hơn sang vùng có áp suất lớn hơn. Hệ quả là, đối với chất lỏng chảy theo phương ngang, vận tốc lớn nhất xuất hiện khi có áp suất nhỏ nhất, và vận tốc nhỏ nhất xuất hiện khi có áp suất cao nhất.

## Phương trình dòng không nén được
Trong hầu hết các chất lỏng, và khí có vận tốc nhỏ hơn số Mach, mật độ của một lượng chất lỏng có thể coi là không đổi, bất kể áp suất biến đổi trong chất lỏng. Do đó, chất lưu có thể coi là không nén được và gọi là dòng không nén được. Bernoulli thực hiện thí nghiệm của mình trên chất lỏng, vì vậy phương trình của ông ban đầu chỉ đúng cho dòng không nén được.
Dạng phương trình Bernoulli phổ biến, đúng tại một điểm bất kỳ dọc theo đường dòng là:

| {\displaystyle {v^{2} \over 2}+gz+{p \over \rho }={\text{constant}}} | \| \| \| \| \| \| \| \| | (A) |
|                                                                      |                         |     |
|                                                                      |                         |     |
với:
{\displaystyle v\,} vận tốc của dòng chất lỏng tại điểm trên đường dòng,
{\displaystyle g\,} là gia tốc trọng trường,
{\displaystyle z\,} là cao độ của điểm so với một mặt phẳng tham chiếu, với giá trị dương của z-hướng lên trên – ngược chiều với hướng của vectơ gia tốc trọng trường,
{\displaystyle p\,} là áp suất tại điểm đó, và
{\displaystyle \rho \,} là mật độ tại mọi điểm trong chất lỏng.
Đối với trường lực bảo toàn, phương trình Bernoulli có thể tổng quát thành:
{\displaystyle {v^{2} \over 2}+\Psi +{p \over \rho }={\text{constant}}}
với Ψ là lực thế tại điểm đang xét trên đường dòng. Ví dụ đối với trường hấp dẫn của Trái Đất Ψ = gz.
Hai giả sử sau phải được đáp ứng để có thể áp dụng được nguyên lý Bernoulli:
- Dòng chảy phải không nén được – ngay cả khi áp suất thay đổi, mật độ vẫn phải không đổi dọc theo đường dòng;
- Ma sát gây bởi lực nhớt là nhỏ không đáng kể. Trong quãng đường dài sự tiêu hao cơ năng sẽ xuất hiện dưới dạng nhiệt. Sự tiêu tán này có thể ước lượng từ phương trình Darcy–Weisbach.

Bằng cách nhân với mật độ chất lỏng {\displaystyle \rho }, phương trình (A) có thể viết lại thành:
{\displaystyle {\tfrac {1}{2}}\,\rho \,v^{2}\,+\,\rho \,g\,z\,+\,p\,=\,{\text{constant}}\,}
hay:
{\displaystyle q\,+\,\rho \,g\,h\,=\,p_{0}\,+\,\rho \,g\,z\,=\,{\text{constant}}\,}
với:
{\displaystyle q\,=\,{\tfrac {1}{2}}\,\rho \,v^{2}} là áp lực động,
{\displaystyle h\,=\,z\,+\,{\frac {p}{\rho g}}} là độ cao thủy lực hay cột nước tĩnh (tổng của cao độ z và cột áp thủy tĩnh hay độ cao cột nước) và
{\displaystyle p_{0}\,=\,p\,+\,q\,} là áp lực tổng (tổng áp lực tĩnh p và áp lực động q).
Có thể chuẩn hóa hằng số trong phương trình Bernoulli. Cách tiếp cận chung là viết nó theo cột nước toàn phần hay năng lượng tổng H:
{\displaystyle H\,=\,z\,+\,{\frac {p}{\rho g}}\,+\,{\frac {v^{2}}{2\,g}}\,=\,h\,+\,{\frac {v^{2}}{2\,g}},}
Phương trình trên cho thấy có vận tốc dòng khi áp lực bằng 0, và thậm chí ở vận tốc lớn hơn có thể có áp lực âm. Đa số khí và chất lỏng không có áp lực âm tuyệt đối hay thậm chí áp lực 0, vì vậy rõ ràng phương trình Bernoulli còn đúng trước khi chất lưu đạt tới áp lực 0. Trong chất lỏng – khi áp lực trở lên quá thấp – sẽ xuất hiện bọt khí (cavitation). Phương trình trên sử dụng mối quan hệ tuyến tính giữa bình phương vận tốc chảy và áp lực. Đối với khí có vận tốc chuyển động lớn, hoặc đối với sóng âm thanh trong chất lỏng, sự thay đổi về mật độ khối lượng trở lên đáng kể do đó giả sử về mật độ hằng số không còn áp dụng được nữa.